# 國際跨性別現身日

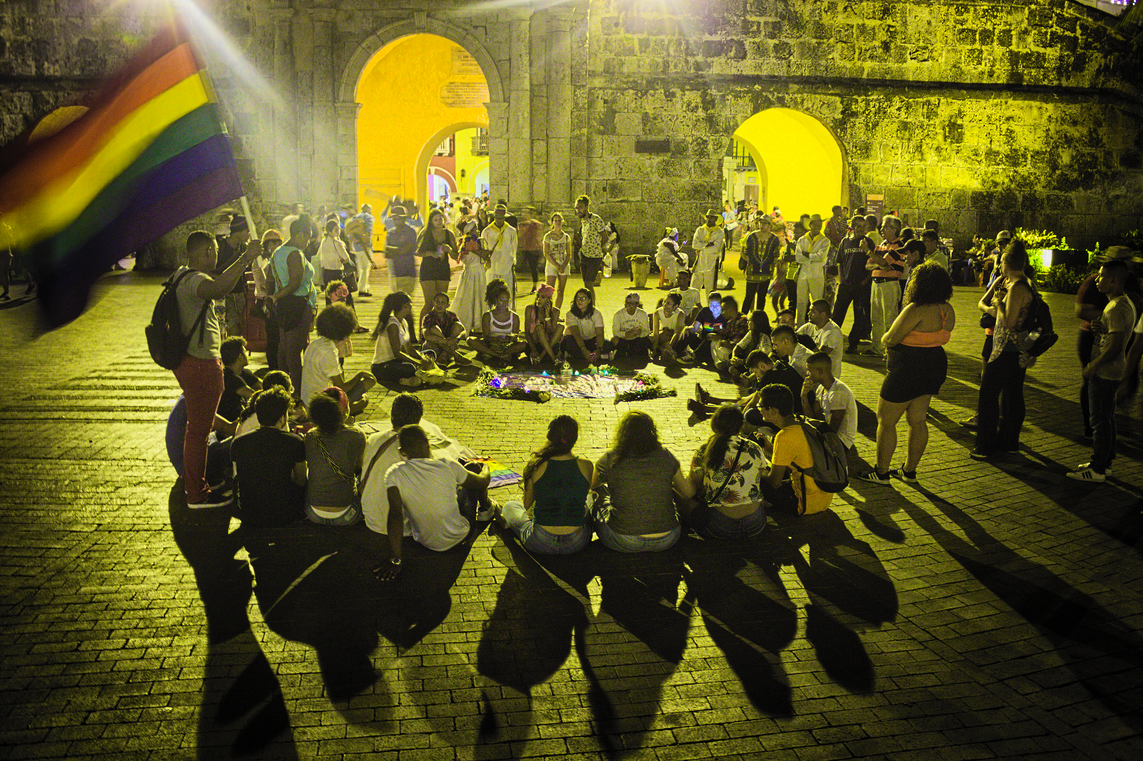
2019年哥伦比亚卡塔赫纳的跨性别现身日庆祝活动

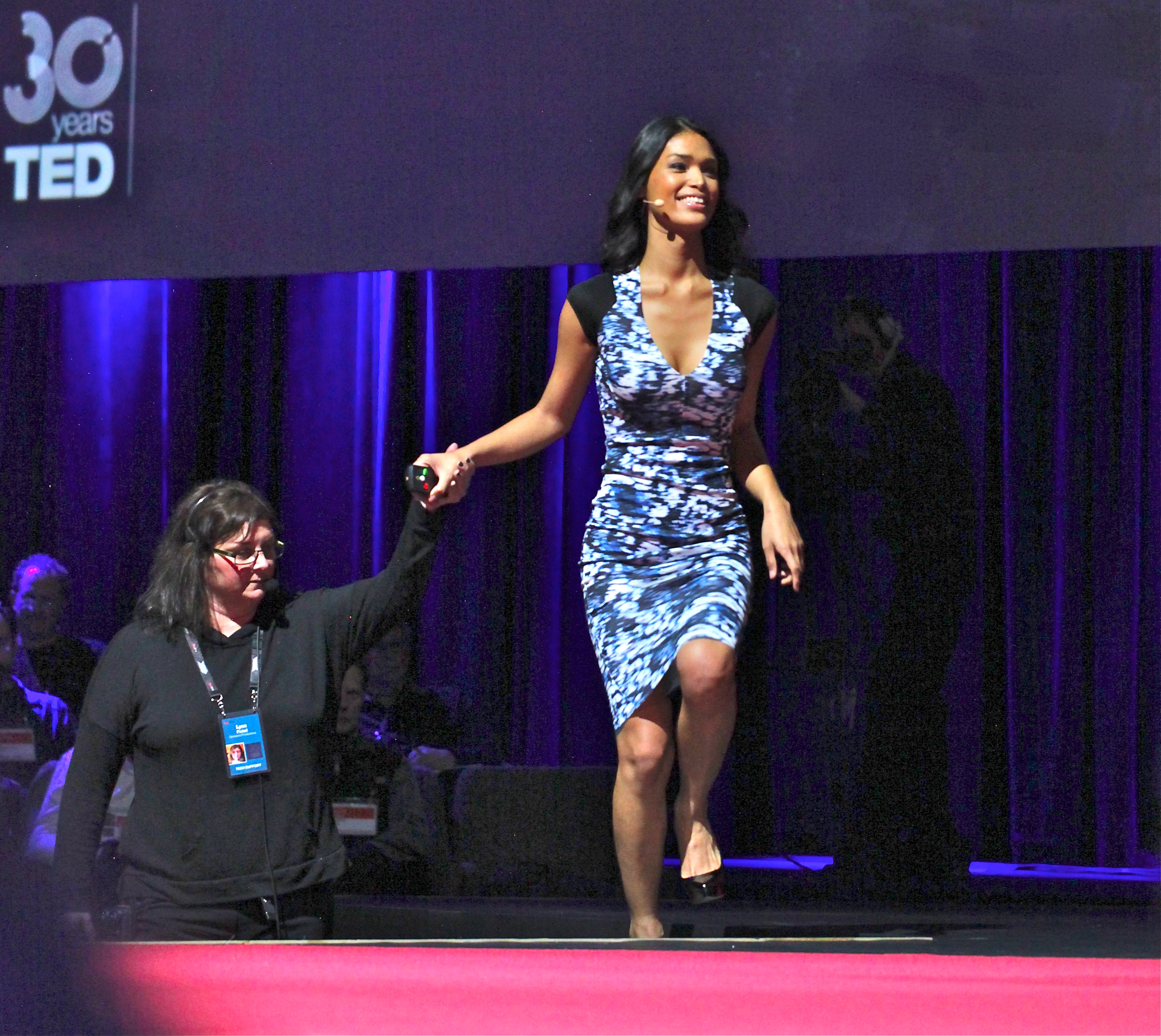
美国模特吉娜·萝杰拉于2014年跨性别现身日当天纽约城的一场TED大会上出柜，向全世界宣告自己的跨性别身份

国际跨性别现身日（简称跨性别现身日）是跨性别者庆祝的节日，时间定在每年3月31日。这一节日是为跨性别者而设立的庆祝活动，促使人们正视世界各地普遍存在的针对跨性别者的歧视，认可跨性别者为社会所做的贡献。跨性别现身日在2009年由美国密西根州跨性别权益活动家雷切尔·克兰德尔（Rachel Crandall）为改变LGBTQ+群体内部对跨性别者的认可不足的情况发起。当时唯一为公众所知的以跨性别者为中心的节日是悼念遇害跨性别者的跨性别追悼日，而没有为还在世的跨性别社区成员而设立的节日。第一个国际跨性别现身日于2009年3月31日举行。此后，该活动一直由美国青年倡导组织跨儿学生教育资源领导推动。

## 认可
2014年，包括爱尔兰和苏格兰在内，世界各地跨性别权益活动人士庆祝了这一节日。
美国总统乔·拜登于2021年3月31日跨性别现身日当天宣称：“我呼吁全体美国人加入到为所有跨性别者争取完全平等的斗争中。”他是第一位发布正式总统宣言承认这一活动的美国总统。拜登在第二年发表了类似的宣言， 欢迎《危险边缘》参赛选手、跨性别女性艾米·施奈德做客白宫，并且宣布一系列旨在支持跨性别权益的措施。

### 社交媒体
2015年3月31日当天，许多跨性别者在Facebook、Twitter、Tumblr、Instagram等社交媒体平台上以发布自拍照、个人故事以及其他跨性别相关内容的形式“现身”，以提升公众对跨性别者的认识。

## 事件
自其诞生以来，恐跨人士的骚扰始终伴随着跨性别现身日。
2015年，美国密西根州马歇尔高中的同直联盟为了庆祝跨性别现身日，在学校布告板上张贴了鼓励的话语。几名家长称该布告板意图推动某种和他们自己的基督教信仰相悖的观点。该高中在两周后将布告板上的消息撤下，称布告板上的消息一直有时限规定。学生们随后在高中门外的灵魂石上画下鼓励的话语。后来这些文字被涂掉了。
2022年国际跨性别现身日当天，跨性别者抗议印度喀拉拉邦当地一家浴场发生的一起恐跨事件。警察袭击了抗议者。